# Daniel Táborský
Daniel Táborský (* 5. června 1993 Praha) je český trenér a bývalý amatérský boxer, pětinásobný mistr ČR v supertěžké váze a bývalý reprezentant České republiky. V roce 2015 se zúčastnil Evropských her v Baku. V roce 2018 ukončil aktivní boxerskou kariéru a stal se trenérem. Od roku 2022 je zakladatelem a promotérem projektu Real Boxing Cup.

## Kariéra
Táborský začal s boxem v mládí. V roce 2009 získal první titul mistra ČR v juniorské kategorii. Roku 2011 se stal mistrem republiky mezi juniory i muži, přičemž všechny své zápasy vyhrál před limitem. Celkem pětkrát ovládl mistrovství republiky.
Mezi jeho nejvýznamnější soupeře patřili Radek Giessmann a David Hošek. S Hoškem absolvoval šest duelů (bilance 3:3), Giessmanna porazil knokautem v roce 2013 poté, co s ním dříve čtyřikrát prohrál finále.
V domácí extralize boxoval za TJ Prostějov a SKP Sever Ústí nad Labem. V zahraničí reprezentoval BigBoard Praha v německé Bundeslize, kde se mu podařilo porazit i papírově silnější soupeře.
Roku 2015 reprezentoval Českou republiku na Evropských hrách v Baku, kde nastoupil v kategorii nad 91 kg. V prvním kole podlehl běloruskému boxeru Janu Sudzilouskému na body 0:3, avšak porážku mu později oplatil v bundeslize v Praze 
Ve stejném roce zvítězil na turnaji Grand Prix Ústí nad Labem, nejprestižnějším turnaji v České republice, kde ve finále porazil vicemistra světa z Ukrajiny.
V lednu 2018 ukončil amatérskou kariéru ze zdravotních důvodů.

## Trenérská kariéra
Po ukončení aktivní činnosti se stal trenérem. Věnuje se rozvoji mladých sportovců a organizaci boxerských akcí. V roce 2022 založil Real Boxing Cup, sérii turnajů podporující amatérský box v Česku. Projekt získal podporu sázkové společnosti Tipsport. 
Je hlavním trenérem české oblasti boxu a vede extraligové družstvo Prahy. Ve svém klubu vychoval řadu mistrů a mistryň ČR, několik reprezentantů a jeho svěřenkyně získala bronzovou medaili na mistrovství Evropy žen.

## Statistiky
- Během své kariéry absolvoval více než 180 zápasů, z nichž přes 150 vyhrál.